# Martin Jelsma
Martin Jelsma es un politólogo neerlandés, especializado en América Latina y en políticas internacionales sobre drogas, que trabaja como coordinador del programa Drogas y Democracia del Transnational Institute.

## Breve biografía profesional
Martin Jelsma comenzó a trabajar en el Transnational Institute en 1990, con un proyecto relacionado con los movimientos campesinos de Centroamérica y con el proyecto New Thinking, que analizaba la transición de antiguos movimientos de liberación hacia partidos políticos progresistas. 
En 1995, puso en marcha el programa Drogas y Democracia, que coordina desde entonces. El programa trabaja principalmente sobre dos áreas: (1) estudios sobre drogas y conflicto, con especial atención a la zona andina y amazónica, Birmania/Birmania y Afganistán, y (2) iniciativas sobre diálogos de políticas de drogas, con análisis de los procesos de toma de decisiones políticas en este ámbito (con especial hincapié en el sistema de fiscalización de drogas de las Naciones Unidas), facilitación de diálogos informales sobre políticas de drogas y producción de material con orientación política sobre dilemas clave en este campo. 
Jelsma es ponente habitual en conferencias internacionales, y asesora a diversas ONG y funcionarios gubernamentales sobre los últimos acontecimientos en materia de drogas. Es también coeditor de los documentos de debate Drogas y Conflicto del Transnational Institute y de la colección Informes sobre políticas de drogas.
En 2005, recibió el galardón Alfred R. Lindesmith por sus logros en el campo de la investigación sobre políticas de drogas.